# Симфоническая поэма
Симфони́ческая поэ́ма (нем. Tondichtung, Sinfonische Dichtung) — жанр симфонической музыки, выражающий романтическую идею синтеза искусств. Симфоническая поэма представляет собой крупное одночастное оркестровое произведение, допускающее различные источники программы (литература и живопись, реже — философия или история; картины природы). Симфонической поэме свойственно свободное развитие музыкального материала, сочетающее различные принципы формообразования, чаще всего сонатность и монотематизм с цикличностью и вариационностью.
Возникновение симфонической поэмы как жанра связывают с Ференцем Листом, в веймарские годы (1848-58) написавшим 13 (S.95–107.) произведений этого жанра. Первой по времени была его симфоническая поэма «Прелюды», оконченная в 1848 г. В листовских симфонических поэмах легко объединяются различные структуры, многообразные стороны инструментальных жанров. Особенно характерно для них слияние в одночастности посредством сонатного allegro и сонатно-симфонического цикла. Относительно простых сонатных allegro, эпизоды симфонической поэмы более независимы и внутренне завершены. В качестве непосредственного предшественника Листа называют Феликса Мендельсона, прежде всего его увертюру «Гебриды» (1830—1832). В жанре симфонической поэмы также написаны оркестровые пьесы «Воспоминания о норвежских Альпах» и «Игра эльфов» Ф. Бервальда (1841-42).
После Листа в этом жанре работали многие другие композиторы — М. А. Балакирев, Х. фон Бюлов, Дж. Гершвин, А. К. Глазунов, А. Дворжак, В. С. Калинников, М. Карлович, С. М. Ляпунов, С. С. Прокофьев, С. В. Рахманинов, А. Г. Рубинштейн, К. Сен-Санс, Я. Сибелиус, А. Н. Скрябин, Б. Сметана, Й. Сук, З. Фибих, С. Франк, П. И. Чайковский, М. К. Чюрлёнис, А. Шёнберг, Э. Шоссон, Д. Д. Шостакович, Р. Штраус, Дж. Энеску и другие.
«Поэма» для скрипки с оркестром Э. Шоссона также написана под влиянием жанра симфонической поэмы.
«Хореографическая поэма» «Вальс» М. Равеля представляет собой симфоническую поэму, предполагающую возможность сценического воплощения.
Наиболее радикальное переосмысление жанра симфонической поэмы предложил Д. Лигети в Симфонической поэме для 100 метрономов.
Митрополит Ионафан (Елецких), Вячеслав Акопов Симфоническая поэма для хора, солистов и оркестра "Чернобыльская Литургия".
Влиянию симфонической поэмы подверглись в своем развитии и другие жанры — симфония, концерт, поэма, соната.